# Inhuldigingsmedaille
Een Inhuldigingsmedaille is in Nederland een herinneringsmedaille, die wordt uitgereikt ter gelegenheid van de inhuldiging van een nieuw staatshoofd.
Het is sinds de negentiende eeuw gebruikelijk, om niet alleen de betrokken hofdignitarissen en leden van de koninklijke huishouding, maar ook de gasten die bij de kroning of inhuldiging aanwezig waren een medaille toe te kennen. Deze onderscheidingen worden aan een lint op de borst gedragen en maken deel uit van het decoratiestelsel van een land. Het kwam ook voor dat een vorst alle officieren en soms zelfs alle militairen een dergelijke medaille toekende. In 1980 werden honderden politie-agenten die naar aanleiding van de hevige rellen bij de inhuldiging van Koningin Beatrix moesten worden ingezet eveneens onderscheiden met een inhuldigingsmedaille.
Nederland kent de volgende inhuldigingsmedailles:
- De Inhuldigingsmedaille 1898
- De Inhuldigingsmedaille 1948
- De Inhuldigingsmedaille 1980
- De Inhuldigingsmedaille 2013